# Kanton Castelsarrasin-1
Kanton Castelsarrasin-1 (francouzsky Canton de Castelsarrasin-2) je francouzský kanton v departementu Tarn-et-Garonne v regionu Midi-Pyrénées. Tvoří ho pouze část města Castelsarrasin.